# Super Air Jet
Super Air Jet é uma companhia aérea indonésia com sede em Jacarta e baseada no Aeroporto Internacional Soekarno-Hatta. A companhia aérea foi fundada em março de 2021 e iniciou suas operações em 6 de agosto de 2021.

## História
O Super Air Jet foi lançado formalmente em março de 2021 e é financiado pelo fundador do Lion Air Group, Rusdi Kirana. A companhia aérea obteve o Certificado de Operador Aéreo do Ministério dos Transportes da Indonésia em 30 de junho de 2021 e lançou no mesmo ano para 11 destinos na Indonésia. A companhia aérea é liderada por Ari Azhari, que já atuou como Gerente Geral de Serviços do Lion Air Group. Apesar das conexões estreitas da companhia aérea com o Lion Air Group, seus canais oficiais rejeitaram as alegações de quaisquer vínculos formais com a Lion Air e suas subsidiárias.
A companhia aérea adota um modelo de transportadora de baixo custo que se concentra em viagens ponto a ponto para transportar passageiros entre ilhas na Indonésia. A Super Air Jet se concentra nos millennials como um mercado-alvo. A companhia aérea lançará seus serviços com seis rotas inaugurais de Jacarta a Batam, Medan, Padang, Palembang, Pekanbaru e Pontianak.
A Super Air Jet lançou voos com três Airbus A320-200 usados que anteriormente voavam para a Índia IndiGo e Tigerair Australia. A companhia aérea iniciou oficialmente as operações em 6 de agosto de 2021 com um voo de Jacarta para Medan e Batam, após um atraso de um mês devido à Aplicação de Restrições de Atividades Comunitárias da Indonésia.

## Destinos
Em abril de 2022, a companhia aérea atualmente atende 19 destinos a partir de sua base no Aeroporto Internacional Soekarno-Hatta de Jacarta em Cengkareng.

## Frota

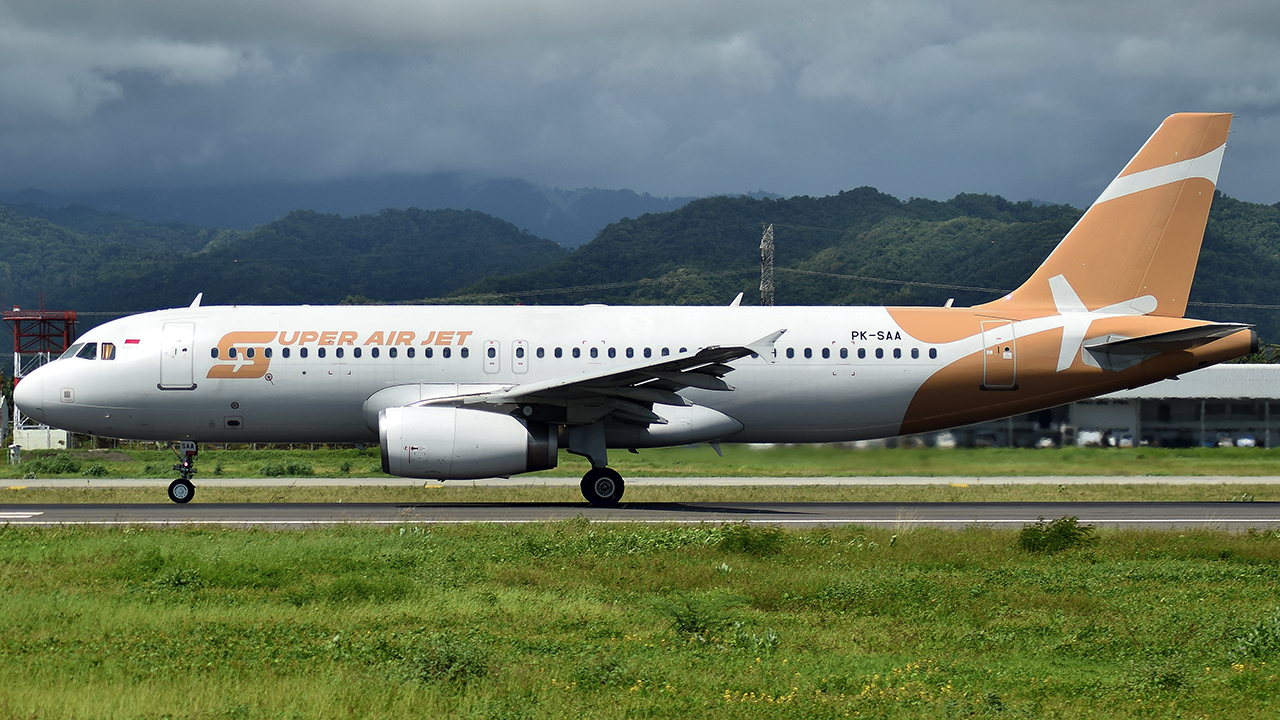
Um Airbus A320-200 da Super Air Jet

A frota da Super Air Jet consiste nas seguintes aeronaves (Abril de 2022):
| Aeronaves       | Em Serviço | Ordens | Passageiros | Notas |
| --------------- | ---------- | ------ | ----------- | ----- |
| Airbus A320-200 | 21         | 9      | 180         |       |
| Total           | 21         | 9      |             |       |